# Placeres del sado-musiquismo
Placeres del sado-musiquismo es el tercer álbum del grupo uruguayo de rock  La Tabaré Riverock Banda, lanzado en 1992 a través del sello Ayuí/Tacuabé, originalmente solo en formato casete.

## Grabación
El comienzo de la década seguía siendo muy incierto para toda expresión artística uruguaya y más aún para la movida roquera. Para contrarrestar la falta de lugares donde tocar en vivo, La Tabaré Riverock Banda, realiza una experiencia inédita en Uruguay, llevando a escena una ópera rock, titulada "La ópera de la mala leche", en el Teatro Circular de Montevideo. Dicha opereta se representa al público en la temporada 1990 (y en su reposición en el mismo teatro, en 1991). Al año siguiente realizan la segunda opereta llamada "¿Qué-te-comics-te?", también en el mismo teatro.  En ambas, con actores profesionales y la banda tocando en vivo canciones de sus discos anteriores y otras aun inéditas.
En 1992, luego de algunos cambios en la formación de la banda (costumbre que se haría casi una constante en La Tabaré), entran al estudio "El Estudio" (de Washington Carrasco y Cristina Fernández), el 16 de julio, para grabar algunas de las canciones que se interpretaban en "La ópera de la mala leche" y en "¿Qué-te-comics-te?", más otras tantas de elaboración más reciente.
Nuevamente cuentan con la invalorable participación de Daniel Maggiolo, como director musical y productor artístico.
En esa época "El Estudio", era uno de los mejores que había en Montevideo, a pesar de que aun en el país se trabajaba con cintas magnéticas. Los horarios dentro del estudio fueron muy flexibles y apropiados para la grabación, que solo se vio detenida por el cambio de las voces femeninas. El trabajo en el estudio estuvo tan dirigido por Maggiolo que los músicos solo entraban a grabar su parte y luego se retiraban, aceptando en la cabina de sonido solo a Oscar Pessano (quien realizó las tomas), a Rudy Mentario y ocasionalmente a Rivero si había que recibir y acompañar a algún cantante invitado (Eduardo Darnauchans, Juan Casanova o el actor Franklin Rodríguez).
Luego de terminada la primera canción grabada "Desde el chiquero", la cantante Raquel Blatt, no seguiría estando en las filas de la banda y para suplirla en el resto de la grabación se llamaría a dos actrices y cantantes amigas de Rivero: Alejandra Wolff y a la anterior cantante de la banda, Andrea Davidovics. En pocos días y bajo la dirección de Maggiolo, ellas entran al estudio y cantan las canciones restantes (a veces juntas y otras individualmente).
La mezcla final y cierre del disco se realizó 21 de octubre.
A los pocos días Rudy Mentario, abandona la banda para trasladarse a vivir en San Pablo, Brasil.

## La demora
Después de la muy buena venta que había tenido el disco "Rocanrol del Arrabal", al año siguiente hablan nuevamente con el sello Orfeo para tramitar lo que sería su tercer disco.
En charlas realizadas en las oficinas del Palacio de la Música, se menciona de parte del sello, la posible edición del futuro disco no solo en Argentina, sino también en Chile, Perú, Colombia y posiblemente México. Hubo varias y reiteradas conversaciones y siempre se repetían las mismas propuestas, pero no confirmaban ni el día ni la hora para entrar al estudio de grabación.
Así transcurrieron más de 18 meses hasta que, decepción mediante, Rivero junto con Rudy Mentario (que oficiaba de guitarrista y muchas veces también de mánager), decidieron intentar llevar la propuesta a otro sello discográfico.
Por fin y luego de acordar con Mauricio Ubal, firmaron con el sello Ayuí/Tacuabé.

## Presentación
El disco tuvo dos presentaciones oficiales. La primera fue en el recinto roquero por excelencia de aquellos tiempos "La Factoría", el 23 de enero de 1993, logrando un lleno total no predecible en una época en que el rock casi no existía y además en pleno verano montevideano  (Para esta presentación y de aquí en más, Andrés Rega trabajaría como mánager y permanecería más de 20 años en la banda).
La segunda presentación de "Placeres del  sado-musiquismo", fue en otro ciclo llevado a cabo en el Teatro Circular, que se tituló "Recital de sub-cultura y otros rocanroles", el 22 y 29 de mayo y el 12 y 19 de junio del mismo año.

## Reediciones
El álbum salió a la calle el 24 de diciembre de 1992, primeramente solo en edición casete, lo que significó (especialmente  para Rivero, entusiasta coleccionista de vinilos), una pérdida muy grande tanto en calidad y belleza del objeto, así como también en el sonido, la información, el arte de carátula, etc.
El 8 de agosto de 1995, Ayuí/Tacuabé saca "Placeres del sado-musiquismo", también en formato CD.
Se incluyen en esta reedición dos temas que no estaban en el casete original: "Vientos de suburbio", un tema instrumental que Rudy Mentario había compuesto para la opereta "¿Qué-te-comics-te?", y como yapa "El Chueco Maciel" de Daniel Viglietti, versión que habían grabado en 1991, también con Raquel Blatt en vocales, en el estudio La Batuta.
También "A pesar de todo II", en el CD, aparece una versión mucho más extendida que la original del casete.
El 3 de julio de 1999, el sello Ayuí/Tacuabé, les hace entrega del Disco de Oro, en una pequeña ceremonia organizada por el mismo sello, en el Teatro Puerto Luna.

## Lista de canciones
Todos  los temas pertenecen en letra y música a Tabaré J. Rivero, excepto los indicados.
| N.º | Título                                                                     | Duración |  |
| 1.  | «Los Neo-vampiros» (Eduardo Darnauchans - Victor Cunha - Tabaré J. Rivero) | 1:41     |  |
| 2.  | «¿Qué-te-comics-te?»                                                       | 1:37     |  |
| 3.  | «No»                                                                       | 1:35     |  |
| 4.  | «La mala leche»                                                            | 3:13     |  |
| 5.  | «Sras. Sres.»                                                              | 0:49     |  |
| 6.  | «Desde el chiquero»                                                        | 3:21     |  |
| 7.  | «Vientos de suburbio» (Letra: Tabaré J. Rivero / Música: Rudy Mentario)    | 1:13     |  |
| 8.  | «Tatuagem» (Rudy Mentario)                                                 | 1:38     |  |
| 9.  | «Un escondite»                                                             | 0:52     |  |
| 10. | «Tangonorrea»                                                              | 3:17     |  |
| 11. | «¡Que suerte! (La muerte está de moda)»                                    | 1:52     |  |
| 12. | «Las raíces desteñidas»                                                    | 1:50     |  |
| 13. | «Fixionario» (Letra: Tabaré J. Rivero / Música: Rudy Mentario)             | 6:55     |  |
| 14. | «Felices fiestas»                                                          | 1:47     |  |
| 15. | «De actores & camarines»                                                   | 3:17     |  |
| 16. | «Arrorró canrol»                                                           | 1:37     |  |
| 17. | «Entreverándonos»                                                          | 0:59     |  |
| 18. | «Nuestra poética preciosa»                                                 | 1:41     |  |
| 19. | «A pesar de todo»                                                          | 3:58     |  |
| 20. | «A pesar de todo II» (R. Mentario - A Burghi - P. Reyes - T. J. Rivero)    | 6:36     |  |

| YAPA (BONUS TRACK, para la edición en CD) |                                       |          |  |
| N.º                                       | Título                                | Duración |  |
| 1.                                        | «El Chueco Maciel» (Daniel Viglietti) | 2:25     |  |

## Músicos
- Tabaré J. Rivero: voz, guitarra acústica y flauta dulce
- Rudy Mentario: guitarras, yerbomatófono, voz y coros
- Pablo Reyes: bajo
- Andrés Burghi: batería

## Músicos invitados
- Andrea Davidovics: voz en "No", "La mala leche", "¡Que suerte! (la muerte está de moda)", "Las raíces desteñidas", "Fixionario" y "A pesar de todo"
- Alejandra Wolff: voz en "La mala leche", "Tangonorrea", "¡Que suerte! (la muerte está de moda", "Felices fiestas", "De actores & camarines", "Nuestra poética preciosa" y "A pesar de todo"
- Eduardo Darnauchans: voz en "Los neo-vampiros"
- Raquel Blatt: voz en "Desde el chiquero" y "El Chueco Maciel"
- Juan Casanova: voz en "Desde el chiquero"
- Franklin Rodríguez: voz en "Sras. Sres."
- Alejandro Muzzio: bandoneón en "Los neo-vampiros", "Fixionario", "De actores & camarines" y "A pesar de todo"
- Álvaro Pintos:  batería en "Fixionario"
- Pepe Canedo: batería en "El chueco Maciel"
- Daniel Maggiolo: teclados y efectos
- Lourdes Ferrari: palabras en "A pesar de todo II"

## Ficha técnica
- Tomas de sonido: Oscar Pessano
- Producción Musical: Daniel Maggiolo
- Mezcla: Daniel Maggiolo, Oscar Pessano y Rudy Mentario
- Fotos de carátula y librillo del casete y CD: Ernesto "Coco" Clodguite